# Jean-Paul Penin
Jean-Paul Penin, né le 31 décembre 1949 à Saint-Dizier, est un chef d'orchestre et compositeur français.

## Biographie

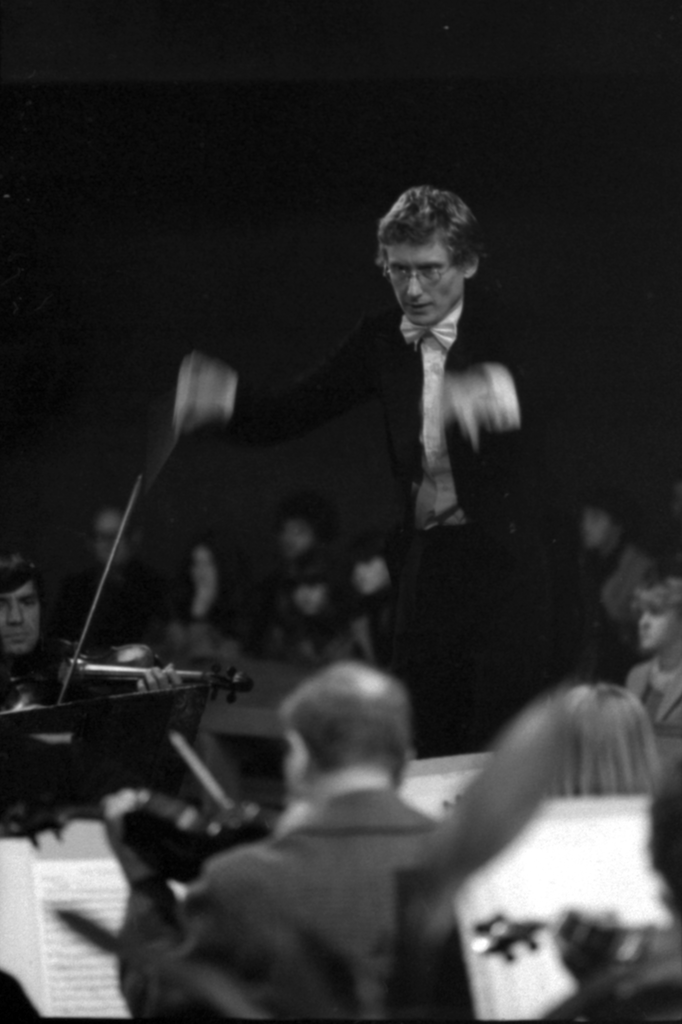
Jean-Paul Penin, Orchestre Philharmonique de Strasbourg, 1980

À la suite de ses études classiques au collège Salésien de l'Immaculée Conception (ESTIC), à Saint-Dizier, puis à la faculté des sciences de Nancy, Jean-Paul Penin a effectué de 1972 à 1980 ses études musicales aux conservatoires de Strasbourg (contrebasse, analyse et musique de chambre), de Paris (histoire de la musique, classe d'Yves Gérard) et de San Francisco (en), en tant que lauréat du Programme Fulbright (direction d'orchestre, analyse - classe de John Coolidge Adams). Lauréat (1981) du fellowship program de l'American Academy of Conducting du Festival d'Aspen (Colorado). 
Titulaire d'une maîtrise ès lettres et d'un doctorat de biophysique de l'Université de Strasbourg, Institut de biologie moléculaire et cellulaire (1974), il dirige de 1972 à 1978 l'Orchestre Universitaire de Strasbourg, qu'il emmène notamment au Festival des orchestres de jeunes de l'Union européenne (1976), ainsi qu'en Amérique du Sud (1977). Remarqué au Concours international de jeunes chefs d'orchestre Min-On de Tokyo (en) (1979), il est nommé Directeur musical et Professeur à l'Université de Missoula Montana, Montana University USA, puis assistant d'Alain Lombard à l'Orchestre philharmonique de Strasbourg et de Lorin Maazel à l'Opéra d'État de Vienne (1980-1984). Chef invité permanent de l'orchestre philharmonique de Cracovie (en) (1990-1994), le président Lech Wałęsa le promeut officier dans l'Ordre du Mérite de la République de Pologne (1993), en reconnaissance de son travail avec cet orchestre (tournées, enregistrements discographiques, mécénat).
Jean-Paul Penin explore tous les domaines du répertoire, baroque, classique, jusqu'au plus contemporain. Les Éditions Bärenreiter lui confient, sous l'égide de l'UNESCO et de la présidence de la République, l’exclusivité de la recréation française de la Messe solennelle de Berlioz Messe solennelle (Berlioz), dont le manuscrit venait d’être découvert et dont il effectue le premier enregistrement mondial, discographique et télévisé en la Basilique de Vézelay, le 7 octobre 1993, pour France-Musique, Accord-Universal et France-Télévision. Par la suite, il crée cette œuvre au Festival Berlioz de La Côte-Saint-André, puis dans de nombreuses villes européennes et américaines, à Buenos Aires, notamment, au théâtre Colón. « Découvreur de chefs-d'œuvre » pour la presse musicale, on lui doit deux cantates de Beethoven Joseph II et Léopold II,  et plusieurs autres premiers enregistrements mondiaux d'opéras. Sa connaissance du répertoire baroque et post-baroque/classique l’amène  également à s'intéresser à l'opéra Œdipe à Colone, de Sacchini, commande de Louis XVI, créé pour l'inauguration du nouvel opéra de Versailles, en 1786. Pour cet enregistrement, Jean-Paul Penin a pu faire établir un matériel d'orchestre moderne, à partir d'un exemplaire de la gravure originale, signé par le compositeur.
Il crée et dirige l’œuvre pour piano et orchestre La Ville d'en haut d'Olivier Messiaen, soliste Yvonne Loriod, au Concertgebouw d'Amsterdam, création européenne en présence du compositeur (Orchestre philharmonique de la radio néerlandaise), créé à New York l'année précédente par Pierre Boulez,  ainsi que celle de A String around Automn de Toru Takemitsu, pour alto et orchestre. En 2015 il crée Le Sang noir, opéra de François Fayt au Théâtre d'Erfurt (de).
Outre son activité de chef d'orchestre, Jean-Paul Penin est compositeur.
En 2017, il épouse la romancière Françoise Kerymer.

## Distinctions
- Pologne :  Officier de l'ordre du Mérite de la république de Pologne
- France :  Chevalier de l'ordre des Arts et des Lettres

## Discographie des premiers enregistrements mondiaux
- Messe Solennelle, Berlioz, le 5 octobre 1993, en direct de la création française de l'oeuvre, avec Radio-France et France-Télévision (Alain Duault).
- Deux cantates de Beethoven Joseph II et Léopold II.
- Œdipe à Colone, de Sacchini, commande de Louis XVI, créé pour l'inauguration du nouvel opéra de Versailles, en 1786. Pour cet enregistrement, Jean-Paul Penin a pu faire établir un matériel d'orchestre moderne, à partir d'un exemplaire de la gravure originale, signé par le compositeur (coll. part.).
- Fernand Cortez  de Spontini, qu'il a dirigé dans sa version intégrale en 2002 à Paris à l'Église Saint-Louis-des-Invalides sous les auspices de la Fondation Napoléon, ainsi qu'à Madrid en 2003 à l'Auditorium National, de même qu'en versions scénique à l'opéra d'Erfurt, (Thuringe, Allemagne) en 2006.
- Le Freischütz  de Weber, dans sa version française, comprenant les douze récitatifs écrits par Berlioz.
- Gwendoline de Chabrier, « l'un des événements discographiques les plus marquants de ces dernières années »" (Opéra International décembre 1996)[source insuffisante].

## Compositions
- Nuits Parisiennes, Suite pour orchestre. Création le 12 décembre 2004 à Milan (Teatro Dal Verme, Orchestre symphonique de Milan Pomeriggi Musicali).
- Paris 1930, douze Valses  pour deux pianos. Création 2011, Festival de musique de chambre Eté Musical d'Horrues (Belgique), soliste Julien Gernay. Enregistrement dans la version pour piano seul par Jean Dubé, Syrius / Codaex (2012). Création de la version pour piano à quatre mains, Great Mountains Festival, Corée, le 26 juillet 2013. Solistes : Yeoleum Son, Da Sol Kim.
- Rencontre, pour chœur et orchestre (2011). Texte de Gérard de Nerval et Guillaume Apollinaire. Création, 2 février 2012, Orchestre Symphonique de Bangkok, Théâtre National.
- Interlude, ballet (2015). Livret de Françoise Kerymer.
- Place Pouchkine (2016), pour deux pianos, commande du Festival de musique de Pyeonchang, Corée du Sud, création le 3 août 2017.
- Sonate pour clarinette (2016).
- Sonate pour Alto (2017).
- Suite Française, pour piano et Hautbois (2017).
- L'Île, opéra (2020), Prix de l'Académie de Marine, mention 2022. Livret de Françoise Kerymer, tiré de son roman "Trois éclats toutes les vingt secondes" Éditions Jean-Claude Lattès.
- Nuit d'été" (2021), pour alto solo et orchestre. Création le 22 août 2021 au festival de Sanary, orchestre du festival, soliste Françoise Gnéri.
- Panis Angelicus (2022), pour soprano et orgue. Créé à Paris le 24 avril 2022 au grand orgue Cavaillé-Coll de Saint-Sulpice par Elena Voznesenskaya et Sophie-Véronique Cauchefer-Choplin.